# El aciago demiurgo
El aciago demiurgo, libro de Emil Cioran publicado en Francia por Editorial Gallimard (Le mauvais demiurge) en 1969 y en España en 1974 con traducción de Fernando Savater.
Es un breve libro (la versión española tiene 140 páginas), al que el autor divide en cinco partes:
1. El aciago demiurgo: una reflexión sobre el gnosticismo.
2. Los nuevos dioses: reflexión sobre el conflicto monoteísmo/politeísmo.
3. Paleontología: La casualidad de una visita al museo le lleva a meditar sobre la existencia: se ve uno tal como será: una lección, no; un acceso de modestia, un buen uso del esqueleto.
4. Encuentros con el suicidio.
5. El yo liberado.

El libro tiene un epílogo, una colección de aforismos titulada:
- Pensamientos estrangulados. Está dividido en tres partes, І, ІІ, y ІІІ.

Concebir un pensamiento, un sólo y único pensamiento, pero que hiciese pedazos el universo.

## Comentarios
- El texto es una mezcla de prosa y aforismos. La escritura de Cioran no es como la de Nieztsche. En general, es clara y correcta, pero no anima a la relectura como sí lo hace la de su maestro. A su lado destacan mucho más sus aforismos: algunos, como los de Nietzsche, con sus exageraciones y sus golpes de efecto, son como un golpe en la cara.[3]

- Una obra en la que el pensador rumano revela sin atenuantes la poca fe, acaso desprecio, que le inspira la especie humana y lo que le es inherente [4]

- En el Aciago demiurgo, Émile Cioran filosofa sobre la probabilidad de vivir prisioneros en la creación de un dios malévolo, que nada tiene que ver con el dios bueno, que en su bondad, no hubiese sido capaz de crear.[5]